# 呂宋絹斑蝶
呂宋絹斑蝶（学名：Parantica luzonensis），又名呂宋斑蝶，为蛺蝶科絹斑蝶屬下的一个种。其种加词“luzonensis”意为“菲律宾吕宋岛的”。